# Encentrum remanei
Encentrum remanei är en hjuldjursart som beskrevs av Voigt 1957. Encentrum remanei ingår i släktet Encentrum och familjen Dicranophoridae. Inga underarter finns listade i Catalogue of Life.